# Sociedad Cultural Deportiva de Durango
La Sociedad Cultural Deportiva Durango, también  conocida simplemente como Cultural de Durango, es un club de fútbol de España, de la ciudad de Durango en Vizcaya. Fue fundado en 1919 y juega en el grupo IV de la Tercera Federación.

## Uniforme
- Uniforme titular: Camiseta a rayas blanquiazules, pantalón azul y medias azules.

## Estadio
La SCD Durango juega sus partidos en el Estadio Tabira de la ciudad de Durango. Las dimensiones del terreno de juego son 105 x 68 m. La superficie es de césped artificial. Tiene una capacidad para 3000 espectadores.

## Datos del club
- Temporadas en Primera División: 0.
- Temporadas en Segunda División: 0.
- Temporadas en Segunda División B: 6.
- Temporadas en Tercera División: 27.
- Mejor puesto en la liga: 6.º (Segunda División B, temporada 1989-90).
- Peor puesto en la liga: 18.º (Segunda División B, temporadas 1990-91 y 1995-96).

## Trofeos amistosos
- Trofeo Ategorri: (1) 1976